# Nazaria Ignacia March Mesa
Nazaria Ignacia March Mesa, M.C.I., řeholním jménem Nazaria od svaté Terezie od Ježíše (10. ledna 1889, Madrid – 6. července 1943, Buenos Aires) byla španělská římskokatolická řeholnice, zakladatelka a členka kongregace Křižáckých misionářek církve. Katolická církev ji uctívá jako světici.

## Život

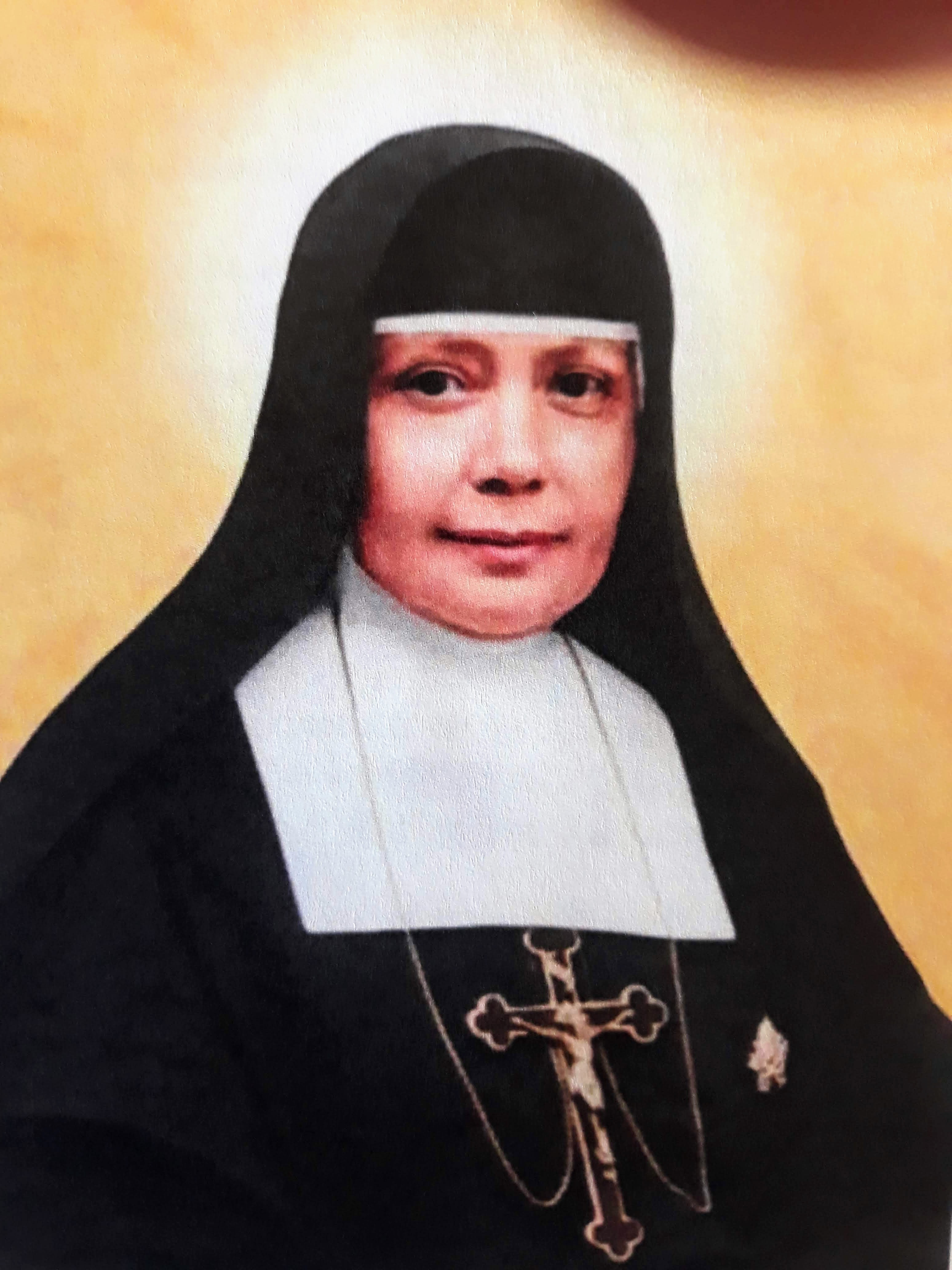
Portrét

Narodila se dne 10. ledna 1889 v Madridu jako čtvrté z deseti dětí rodičům Josému Alejandro March Reus a Nazarii de Mesa Ramos de Peralta. Pokřtěna ještě ten měsíc. První svaté přijímání přijala roku 1898. Již v dětství se toužila stát řeholnicí. Studovala v Seville, kde bydlela u své babičky. Po dokončení studia se roku 1901 vrátila do Madridu.

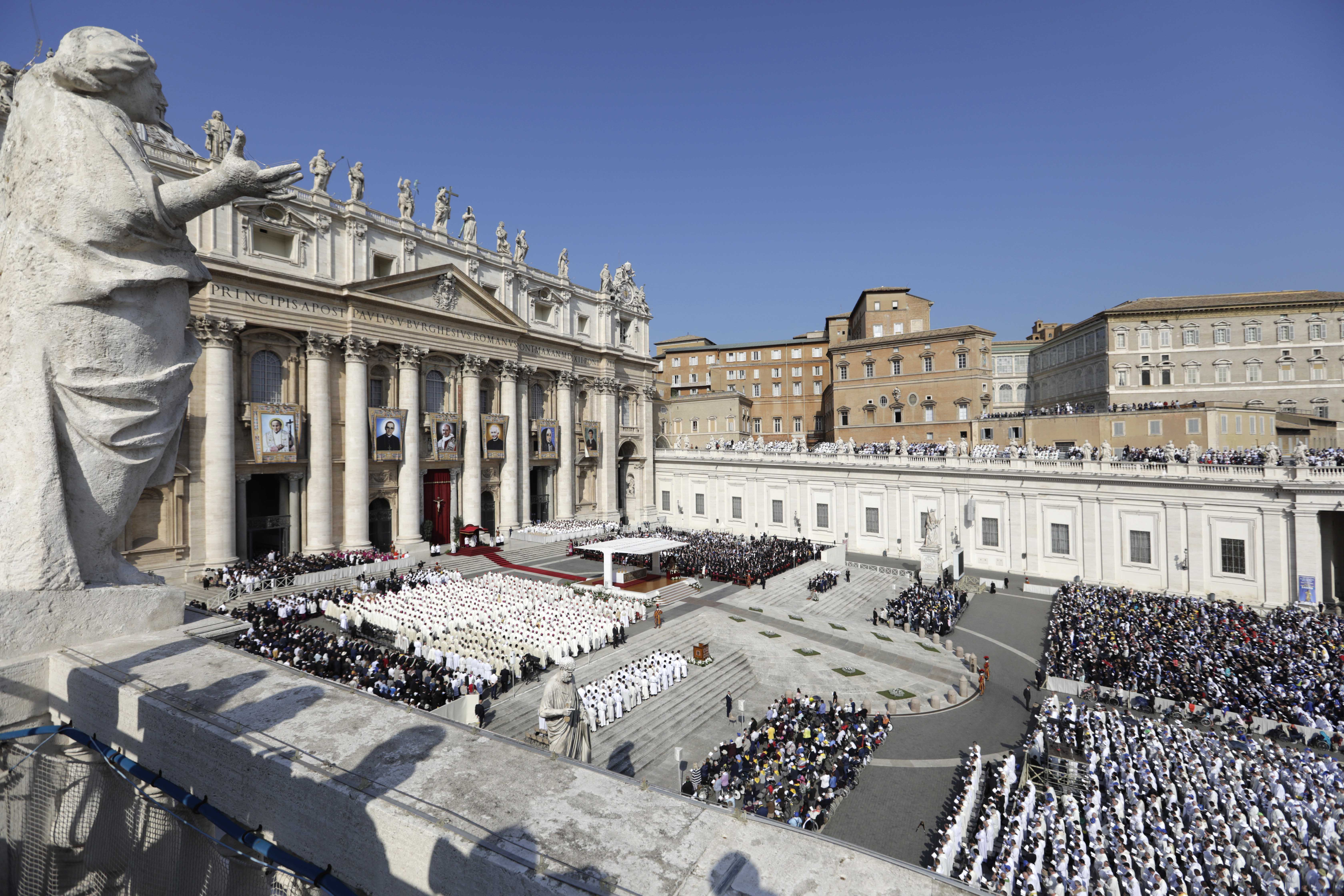
Svatořečení Nazarie Ignacie March Mesa a dalších světců na Svatopetrském náměstí ve Vatikánu

Roku 1904 se z ekonomických důvodů se svoji rodinou přestěhovala do Mexika. Tam se roku 1808 připojila ke kongregaci Malých sester opuštěných starších. Byla poslána do města Oruro v Bolívii, kde se starala o opuštěné seniory. Dne 9. prosince 1909 zahájila v této kongregaci svůj  noviciát. Roku 1912 byla poslána do Palencia ve Španělsku, kde dokončila svůj noviciát a dne 10. října 1911 složila své dočasné řeholní sliby. Zvolila si řeholní jméno Nazaria od svaté Terezie od Ježíše (podle sv. Terezie od Ježíše). V prosinci roku 1912 se vrátila do Orura, kde dne 1. ledna 1915 složila doživotní řeholní sliby.

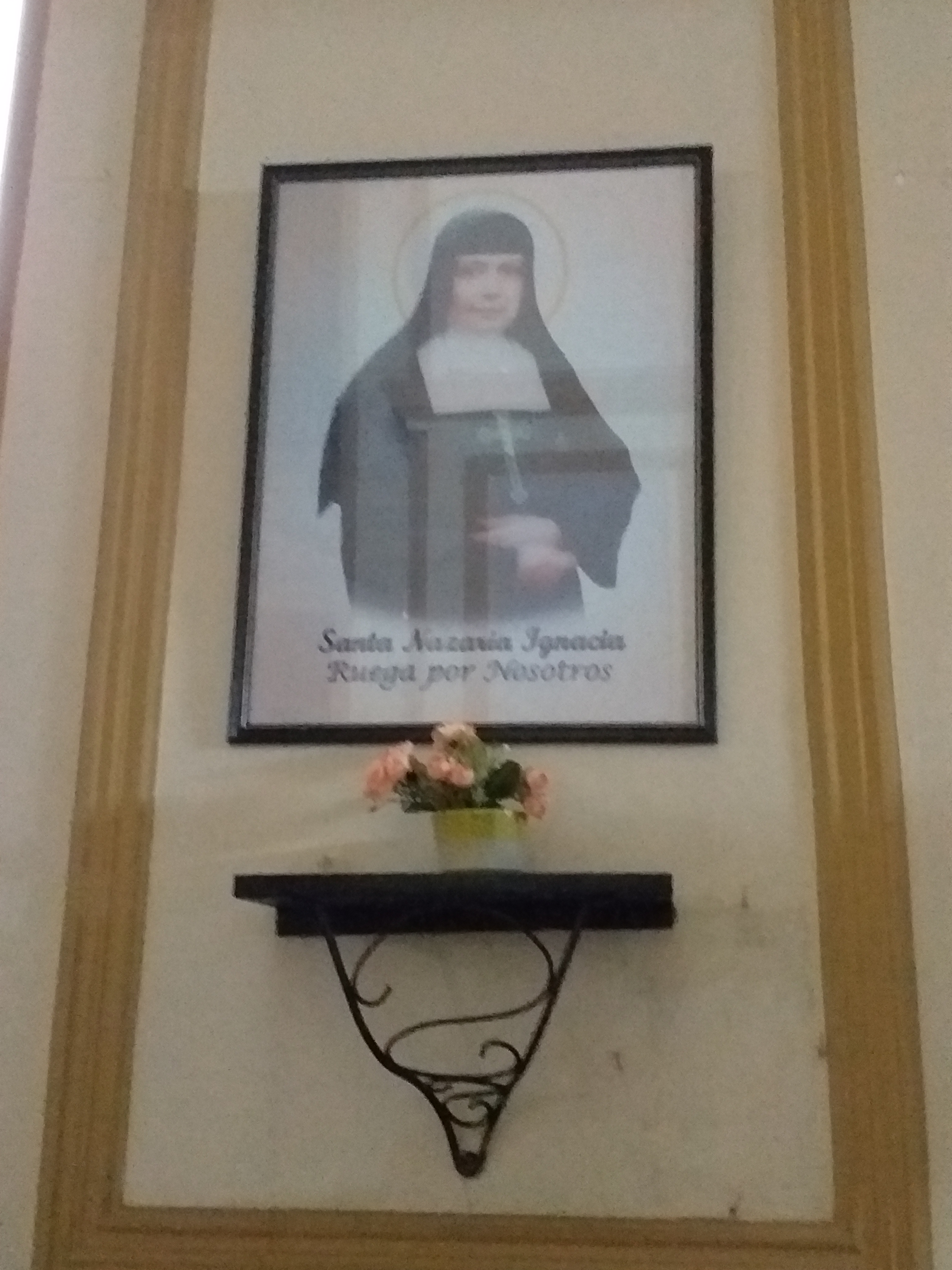
Portrét, vystavený v Bolívii

Roku 1924 se setkala s budoucím biskupem Filippem Cortesim, který vyjádřil touhu založit novou ženskou řeholní kongregaci, která by se zaměřovala na misie. Záměr se rozhodla zrealizovat a usilovně na něm pracovala. Nová kongregace Křižáckých misionářek církve byla jí založena dne 12. prosince 1926. V únoru následujícího roku byla kongregace diecézně schválena. Sama do kongregace přestoupila a dne 1. června 1930 byla zvolena její první generální představenou. Roku 1934 byla přijata na soukromé audienci u papeže Pia XI.
Roku 1935 odcestovala do Madridu, kde zřídila pobočku své kongregace, avšak kvůli rozpoutání španělské občanské války Madrid opustila. Od roku 1938 žila v Buenos Aires. Dne 14. května 1943 onemocněla zápalem plic a byla hospitalizována. Nemoc poškodila její zdraví a dne 6. července 1943 v Buenos Aires zemřela na hemoptýzu. Dne 18. června 1972 byly její ostatky přeneseny do města Oruro.

## Úcta
Jeho beatifikační proces započal dne 3. prosince 1973. Dne 1. září 1988 ji papež sv. Jan Pavel II. podepsáním dekretu o jejích hrdinských ctnostech prohlásil za ctihodnou. Dne 7. března 1992 byl uznán první zázrak na její přímluvu, potřebný pro její blahořečení.
Blahořečena pak byla dne 27. září 1992 na Svatopetrském náměstí papežem sv. Janem Pavlem II. Dne 26. ledna 2018 byl uznán druhý zázrak na její přímluvu, potřebný pro její svatořečení. Svatořečena pak byla spolu s několika dalšími světci dne 14. října 2018 na Svatopetrském náměstí papežem Františkem.
Její památka je připomínána 6. července. Bývá zobrazována v řeholním oděvu. Je patronkou jí založené kongregace.